# Atanus gracilis
Atanus gracilis är en insektsart som beskrevs av Delong 1978. Atanus gracilis ingår i släktet Atanus och familjen dvärgstritar. Inga underarter finns listade i Catalogue of Life.